# جوزيف سميث (نساب)
جوزيف سميث (بالإنجليزية: Joseph Fielding Smith)‏ (و. 1876 – 1972 م) هو نَسَّاب، وكاتب ترانيم أمريكي، ولد في سولت ليك سيتي، توفي في سولت ليك سيتي، عن عمر يناهز 96 عاماً.

## التعليم
تعلم في Ensign College ‏.

## روابط خارجية
- جوزيف سميث على موقع ميوزك برينز (الإنجليزية)
- جوزيف سميث على موقع ديسكوغز (الإنجليزية)